# Geyria saharica
Geyria saharica is een insect uit de familie van de mierenleeuwen (Myrmeleontidae), die tot de orde netvleugeligen (Neuroptera) behoort. 
Geyria saharica is voor het eerst wetenschappelijk beschreven door Esben-Petersen in 1920.